# L'Observateur (Sénégal)
Pour les articles homonymes, voir L'Observateur.
L'Observateur est un quotidien sénégalais d'informations générales, fondé en 2003 par le célèbre artiste et homme d'affaires Youssou Ndour. Édité par le Groupe Futurs Médias (GFM), ce journal s'est rapidement imposé comme une référence dans le paysage médiatique du Sénégal et d'Afrique francophone.

## Historique

### Origines et création
L'Observateur est fondé en 2003 par Youssou Ndour dans un contexte dans lequel le Sénégal connait une diversification de ses médias. L'objectif de Ndour est de créer un journal qui refléterait la réalité sénégalaise tout en offrant une plateforme d'expression pour les citoyens. Le quotidien a rapidement gagné en popularité grâce à son style d'écriture accessible et à sa capacité à traiter des sujets d'actualité avec rigueur.

### Évolution
Au fil des années, L'Observateur a su s'adapter aux évolutions technologiques et aux attentes de son lectorat. Le journal a lancé sa version en ligne, permettant ainsi d’atteindre un public plus large, tant au niveau national qu'international. Cette transition vers le numérique a été accompagnée d'une mise à jour de son contenu, avec une attention particulière portée aux nouvelles plateformes de communication sociale.

### Thématiques abordées
L'Observateur couvre une large gamme de sujets, notamment la politique au Sénégal en suivant de près les événements politiques, y compris les élections, les mouvements sociaux et les décisions gouvernementales. Il propose aussi des articles sur l’économie, les entreprises et les problèmes économiques du pays en faisant des analyses économiques, des reportages sur les entreprises nationales et internationales, ainsi que des enquêtes sur les enjeux économiques. La culture sénégalaise est mise en valeur à travers des sujets sur la musique, l’art, la littérature et les traditions locales. Une grande place est donnée au sport, surtout au football qui est d’une grande popularité au Sénégal. Le journal traite également des sujets relatifs aux questions sociales telles la santé, de l’éducation, des droits humains et d’autres sujets sociaux.

### Style rédactionnel
Le style rédactionnel de L'Observateur est caractérisé par une approche dynamique et engagée. Les journalistes du quotidien s'efforcent de fournir une information claire, précise et objective, tout en prenant en compte les sensibilités culturelles et sociales du pays.

## Caractéristiques

### Format et distribution
L'Observateur est vendu à un prix de 100 francs CFA. Le journal propose une édition de 16 pages du mardi au vendredi et une édition plus étoffée de 24 pages le lundi et le samedi. Sa distribution couvre l'ensemble des 45 départements du Sénégal, ce qui en fait un acteur incontournable de la presse écrite dans le pays.

### Tirage et ventes
Le quotidien tire en moyenne 90 000 exemplaires par jour, avec un taux de vente remarquable de 92 %. Cette performance fait de L'Observateur le premier quotidien d'Afrique subsaharienne en termes de tirage, ainsi que le journal le plus lu et le plus acheté au Sénégal ces dix dernières années.

### Rubriques
L'Observateur se distingue par la diversité de ses rubriques, ce qui permet de suivre l'actualité sous plusieurs angles. L’édition de 16 pages comprend des rubriques comme l’index, la société, les actualités, le bloc-note, les annonces, les jeux et le sport. 
L’édition de 24 pages reprend toutes ces rubriques et ajoute deux nouvelles : l’international et la contribution.
Les rubriques de l'édition à 24 pages sont également plus amplement détaillées, offrant ainsi aux lecteurs une analyse plus approfondie des sujets d'actualité.

### Public cible
L'Observateur cible un large éventail de lecteurs : hommes et femmes, jeunes et adultes, alphabètes ou non, qui s'intéressent à l'actualité sénégalaise et internationale. Le journal adapte son contenu pour répondre aux attentes de ses lecteurs, qu'ils soient étudiants, professionnels ou simplement citoyens désireux de s'informer.

### Événements spéciaux
À l'occasion de certaines manifestations et événements culturels ou religieux tels que les vacances scolaires, le Magal, le Gamou, ou le Fidak, L'Observateur consacre des pages spéciales à ces événements. Ces reportages permettent de mettre en lumière des aspects culturels et sociaux importants pour la population sénégalaise.

### Position sur le marché
En tant que leader du marché de la presse écrite au Sénégal, L'Observateur a su s'imposer face à la concurrence, grâce à la qualité de ses contenus et à son engagement à informer le public. Le journal a su évoluer avec son temps, intégrant des éléments modernes tout en restant fidèle à ses valeurs fondamentales de journalisme d'information.

## Impact et reconnaissance

### Audience
Depuis sa création, L'Observateur a gagné une large audience, devenant le quotidien le plus lu au Sénégal. Sa popularité est due à sa capacité à traiter des sujets d'actualité pertinents et à son accessibilité pour un large éventail de lecteurs.
Pape Sambaré Ndour est l'actuel directeur de publication du journal. Il prend officiellement ses fonctions le 9 octobre 2024, succédant à Ndiaga Ndiaye, qui occupait ce poste depuis le 18 août 2020.

## Récompenses et distinctions
L'Observateur a été récompensé à plusieurs reprises pour la qualité de son journalisme et son engagement envers la liberté de la presse. Le quotidien a également été reconnu pour son rôle dans la promotion de la démocratie et des droits de l'homme au Sénégal.

## Défis
Comme de nombreux médias, L'Observateur fait face à des défis liés à la concurrence croissante des médias en ligne et des réseaux sociaux. La nécessité d’adapter son modèle économique et de maintenir la qualité de son contenu tout en explorant de nouvelles sources de revenus reste un défi constant.